# Tokaj Aszú

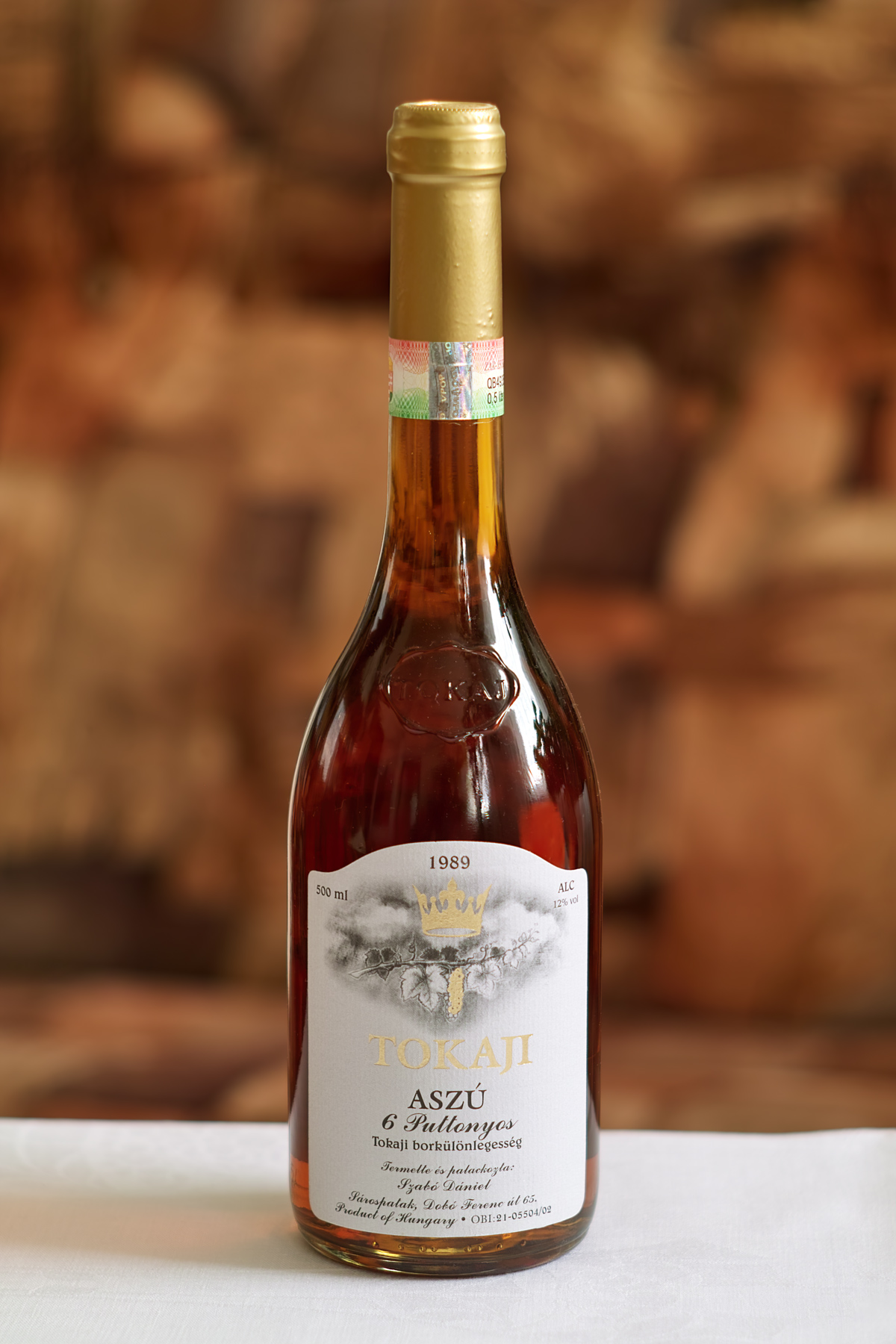
Butelka tokaju aszú 6-puttonyos z 1989 roku

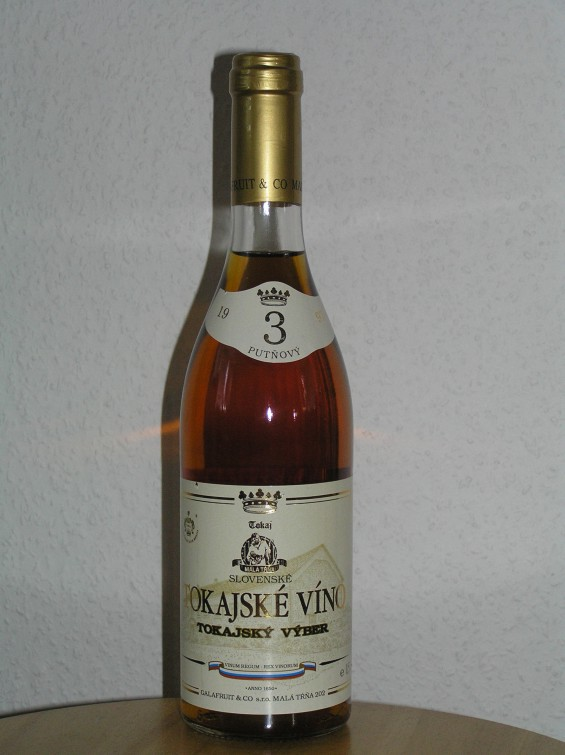
Butelka 3-puttoniowego tokaju aszú produkcji słowackiej

Tokaj aszú (węg.) tokaji aszú wym. IPA: tokaji ɒsuː, (słow.) tokajský výber – białe, zwykle likierowe (bardzo naturalnie słodkie) wino produkowane w rejonie Tokaj-Hegyalja na Węgrzech i w rejonie Tokaj na Słowacji. Ma bardzo intensywny korzenno-waniliowy smak oraz barwę topazu (ciemnosłomkową). Ma też duży potencjał dojrzewania i jest zaliczane do najlepszych win likierowych na świecie.
Wino to wytwarza się z gron cibeba ze szczepów winogron furmint (słow. furmint), hárslevelű (słow. lipovina) i sárgamuskotály (słow. muškát žltý), sadzonych na południowych stokach wzgórz Hegyalja. Winogrona te przy sprzyjającej pogodzie zarażają się „szlachetną pleśnią” wywołaną przez Botrytis cinerea, która powoduje ich odwodnienie (stąd nazwa aszú – uwiędłe) i wzrost stężenia cukru oraz olejków eterycznych. Dla dodatkowego zwiększenia stężenia cukru winogrona te zbiera się po pierwszych październikowych przymrozkach.
Zebrane winogrona starannie się selekcjonuje, rozsypując je na specjalnych stołach i ręcznie wybierając najlepsze. Najbardziej odwodnione winogrona – ale jeszcze nie całkowicie zasuszone oddziela się od reszty, wyciska z nich ostrożnie sok i lekko podfermentowuje w niewielkich dębowych beczkach.
Otrzymaną w ten sposób esencję dodaje się do moszczu z pozostałych winogron i całość poddaje się normalnemu procesowi winifikacji. Esencja dodawana jest za pomocą wiader zwanych puttony (sk: putňa). Liczba puttoni, które widnieją na etykietach butelek tokaju aszú określa, ile wiader dodano do typowych beczek (Göncska beczka) z moszczem o pojemności 136 litrów. Czym więcej puttoni, tym wino jest słodsze, ma bardziej intensywny smak, ciemniejszą barwę i wyższą cenę i tak:
- aszú 3 puttonyos – zawartość cukru od 60 do 90 g/l
- aszú 4 puttonyos – zawartość cukru od 90 do 120 g/l
- aszú 5 puttonyos – zawartość cukru od 120 do 150 g/l
- aszú 6 puttonyos – zawartość cukru od 150 do 180 g/l

Tokaj aszú może mieć maksymalnie 6 puttoni, faktycznie 7-puttoniowym jest Aszú Eszencja – tokaj wyrabiany z bardzo dużą ilością gron pokrytych pleśnią Botrytis cinerea. Zawartość cukru wynosi minimum 180 g/l, a wino leżakuje minimum trzy lata w beczce i dwa w butelce.
Beczki z młodym winem umieszcza się w piwnicach wykutych w skałach Hegyalja, które są pokryte warstwą czarnej grzybni Cladosporium cellare, która zapewnia idealną wilgotność i temperaturę pomieszczeń, gdzie dojrzewa ono w naturalny sposób. Wino rozlewa się do butelek po 5, 6, 7 lub 8 latach dojrzewania (liczba puttonów +2).
"Wynalazcą" procesu produkcji tokaju aszú był urodzony w Moldavie nad Bodvou Máté Szepsi Laczkó, kalwiński duchowny, zajmujący się jednocześnie uprawą winorośli i wyrobem wina. W 1631 r., w związku z zagrożeniem najazdem tureckim, w winnicy koło Sátoraljaújhely opóźniony został termin zbioru winnych gron tak, że część gron została zaatakowana przez szarą pleśń (Botrytis cinerea). Chcąc uratować zbiór Laczkó polecił oddzielić owoce zarażone pleśnią, osobno poddać fermentacji wytłoczony z nich sok i dopiero później połączyć z resztą moszczu.